# Winfrid von Pölnitz von und zu Egloffstein
Winfrid Freiherr von Pölnitz von und zu Egloffstein (* 19. Mai 1933 in München; † 19. März 2021 in Hundshaupten) war ein deutscher Verwaltungsjurist.

## Leben
Winfrid Maria Albrecht Paul Max v.u. zu Egloffstein war der Sohn aus der Ehe von Peter-Paul Freiherr v.u. zu Egloffstein (1902–1988) und Leopoldine, Freiin v. Pölnitz. Er war verheiratet mit Ernestine Walburga, Gräfin von Preysing-Lichtenegg-Moos (1937–2010); aus der Ehe stammen fünf Kinder. Winfrid v.u. zu Egloffstein wurde 1963 vom Bruder seiner Mutter Sigmund Freiherr von Pölnitz, Bamberg, adoptiert mit Auswirkung auf die weitere Namensführung: Freiherr von Pölnitz von und zu Egloffstein (Frhr. v. Pölnitz-Egloffstein).
Abitur 1951 am Humanistischen Gymnasium der Benediktiner in Metten. Winfrid v. Pölnitz-Egloffstein studierte danach von 1951 bis 1955 Rechtswissenschaften an der Ludwig-Maximilians-Universität München und wurde 1957 zum Doktor der Rechte promoviert, Thema „Die Entwicklung der Neugliederungsfrage in Deutschland unter besonderer Berücksichtigung ihrer verfassungsrechtlichen Probleme“. Von 1953 bis 1954 war er Vorsitzender des Rings Christlich-Demokratischer Studenten (RCDS) in Bayern. Mitgliedschaft in der CSU seit 1953 mit verschiedenen Aufgaben.
Er war von 1959 bis 1965 bei der Bayerischen Finanzverwaltung, dem Bayerischen Staatsministerium für Wirtschaft und Verkehr und der Hohen Behörde der damaligen Europäischen Gemeinschaft für Kohle und Stahl in Luxemburg tätig. Von 1965 bis 1998 war er Administrator der Fürstlich und Gräflich Fuggerschen Stiftungen in Augsburg. Ausgeschieden beim Bayerischen Staat 1965 als Oberregierungsrat a. D.
Von 1970 bis 1999 war Winfrid von Pölnitz Vorstandsmitglied des Bundesverbandes Deutscher Stiftungen, von 1970 bis 1986 war er dessen Geschäftsführendes Vorstandsmitglied.
1965 wurde Winfrid von Pölnitz von Kardinal-Großmeister Eugène Kardinal Tisserant zum Ritter des Ritterordens vom Heiligen Grab zu Jerusalem ernannt und am 1. Mai 1965 in München durch Julius Kardinal Döpfner, Ehrengroßprior der deutschen Statthalterei, investiert. Er war Komtur des Ordens.

## Ehrungen und Auszeichnungen
- Ritter vom Heiligen Grab (1965)
- Verdienstkreuz am Bande des Verdienstordens der Bundesrepublik Deutschland (1978)
- Verdienstkreuz 1. Klasse des Verdienstordens der Bundesrepublik Deutschland (1996)
- Ehrensenator der Universität Augsburg (1993)[4]
- Ehrenmitglied des Bundesverband Deutscher Stiftungen (1999)[3]
- Ehrenphilister der K. St. V. Rheno-Bavaria München (2003)

## Schriften
- Sonderdruck aus: Deutsches Stiftungswesen. 1966–1976. Wissenschaft und Praxis, J. C. B. Mohr Tübingen 1977
- Lebensbilder deutscher Stiftungen. Stiftungen aus Vergangenheit und Gegenwart., J. C. B. Mohr Tübingen 1986
- „Man stiftet“, Mohr Siebeck 1986
- Das Sozialwerk der Fugger, 1992
- Von Ludwig I. zur Bayerischen Landesstiftung, ein Einblick in das bayerische Stiftungswesen in „25 Jahre Bayerische Landesstiftung 1972–1997“
- Deutsches Stiftungswesen 1988–1998: Wissenschaft und Praxis, Mohr Siebeck 2000, ISBN 3-16-147313-2